# ۱۷۹۷

## زادروزها
۳۱ ژانویه: فرانتز شوبرت، آهنگساز اتریشی
- ۱ ژانویه – اوتاگاوا کونی‌یوشی، نقاش ژاپنی (د. ۱۸۶۱)
- ۱۰ ژانویه – آنت فن درسته-هولسهوف، نویسنده، شاعر، و آهنگساز آلمانی (د. ۱۸۴۸)
- ۱۷ ژوئیه – پل دلاروش، هنرمند و نقاش فرانسوی (د. ۱۸۵۶)
- ۳۰ اوت – مری شلی، نویسنده بریتانیایی (د. ۱۸۵۱)
- ۱۴ نوامبر – چارلز لایل، زمین‌شناس بریتانیایی (د. ۱۸۷۵)
- ۲۹ نوامبر – گائتانو دونیزتی، آهنگساز ایتالیایی (د. ۱۸۴۸)
- ۱۳ دسامبر – هاینریش هاینه، شاعر و نویسنده آلمانی (د. ۱۸۵۶)
- ۱۷ دسامبر – جوزف هانری، فیزیک‌دان آمریکایی (د. ۱۸۷۸)

## درگذشتگان
- ۲۶ مارس – جیمز هاتن، زمینشناس اسکاتلندی (ز. ۱۷۲۶)
- ۱۷ مه – میشل-ژان سدن، نمایشنامه‌نویس فرانسوی (ز. ۱۷۱۹)
- ۱۷ ژوئن – آقامحمدخان قاجار، پادشاه ایران (ز. ۱۷۴۲)
- ۹ ژوئیه – ادموند برک، فیلسوف، نویسنده، و سیاست‌مدار ایرلندی (ز. ۱۷۲۳)
- ۱۰ سپتامبر – مری ولستون‌کرافت نویسنده فمینیست (ز. ۱۷۵۹)
- ۱۴ نوامبر – ایوان شوانوف، بنیان‌گذار دانشگاه دولتی مسکو (ز. ۱۷۲۷)
- ۱۶ نوامبر – پادشاه فریدریش ویلهلم دوم (ز. ۱۷۴۴)